# Llau de Nofret
La llau de Nofret és una llau del terme municipal de Castell de Mur, dins de l'antic terme de Mur, al Pallars Jussà.
Es forma en els vessants septentrionals del Serrat de Purredó, sota mateix i al nord del Camí de Fórnols, a llevant de la llau de Llució, des d'on davalla cap al nord, lleugerament decantat a llevant, arribant al barranc de Fórnols, on s'aboca.